# K III-klasse

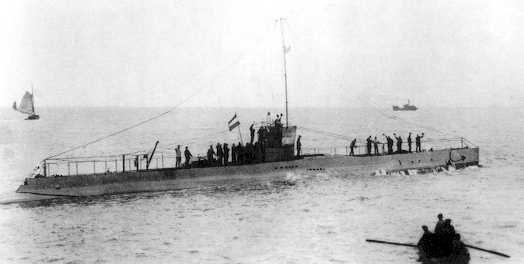
De Hr.Ms. K III in 1920, de naamgevende boot voor de klasse

De K III-klasse is een klasse van onderzeeboten bij de Nederlandse marine. De klasse is vernoemd naar de eerste boot uit de klasse, de Hr.Ms. K III. De K III was samen met de K IV de enige twee boten van deze klasse. Het ontwerp voor de K III-klasse was afkomstig van de Electric Boat Company uit de Verenigde Staten en was gebaseerd op de Amerikaanse Hollandklasse. De bouw van de boten van de K III-klasse gebeurde door Koninklijke Maatschappij de Schelde uit Vlissingen.

## Technische kenmerken
De afmetingen van de K III-klasse zijn (L) 64,4 m, (B) 5,6 m, (H) 3,6 m. De K III werd uitgerust twee Duitse M.A.N. 900 pk dieselmotoren. En de K IV met twee Zwitserse Sulzer 600 pk dieselmotoren. Voor voortstuwing onder water waren beide boten uitgerust 2 x 210 pk elektromotoren die hun stroom haalden uit 132 batterijen. Doordat de K IV kleinere en dus ook lichtere dieselmotoren had dan de K III was de waterverplaatsing boven water kleiner en lag de topsnelheid boven water lager. De waterverplaatsing van de K III-klasse was boven water 583 / 579 ton en onder water 721 ton. Als maximale snelheid hadden boten boven water 16,5 / 15 knopen en onder water 8,5 knopen. Beide boten hadden een maximaal bereik van 3000 zeemijlen bij een snelheid van 11 knopen.

## Bewapening
De schepen van de K III-klasse waren uitgerust met vier 18 inch torpedobuizen, twee aan de voorkant en de twee aan de achterkant. In totaal konden de schepen 12 III45 Whiteheadtorpedo's meenemen, dus vier in de torpedobuizen en acht om te herladen. Naast vier torpedobuizen waren de boten uitgerust met een 7,5 cm kanon en een 12,7 mm machinegeweer.